# Ieng Sary
Ieng Sary, kamboški komunistični politik, * 24. oktober 1925, Tra Vinh, Kočinčina, Kambodža † 14. marec 2013, Phnom Penh, Kambodža. 
Bil je eden od ustanoviteljev Rdečih Kmerov. Bil je član Centralnega komiteja Komunistične partije Kambodže, ki ga je vodil Pol Pot in je bil v vladi Demokratične Kampučee v letih 1975 — 1979, kjer je služil kot zunanji minister in podpredsednik vlade. Bil je znan pod vzdevkom "Brother Number three" (Brat številka tri), saj je bil za Pol Potom in Nuonom Cheaom tretji najvplivnejši politik. Njegova žena leng Thirith (rojena kot Khieu) je v vladi Rdečih Kmerov služila kot ministrica za socialna zadeve. Ieng Sary je bil leta 2007 aretiran na svojem domu zaradi zločinov proti človeštvu, vendar je marca 2013, kmalu po začetku sojenja, umrl zaradi srčnega popuščanja.  